# Tomás Pérez del Pulgar y O'Lawlor
Tomás Pérez del Pulgar y O'Lawlor (n. 1852 - ?) fou un polític espanyol del segle xix, diputat a les Corts Espanyoles durant la restauració borbònica.
Era fill de Fernando Pérez del Pulgar y Ruiz de Molina, VI marqués del Salar y de Pozo Blanco i comte de la Maseguilla, i de María del Carmen O'Lawlor y Caballero. Fou elegit diputat pel districte de Morella a les eleccions generals espanyoles de 1884. De 1893 a 1895 fou governador civil de Pampanga (Filipines)